# Магленча
45°55′ пн. ш. 16°56′ сх. д. / 45.91° пн. ш. 16.93° сх. д.
Магленча (хорв. Maglenča) — населений пункт у Хорватії, у Б'єловарсько-Білогорській жупанії у складі громади Велико Тройство.

## Населення
Населення за даними перепису 2011 року становило 316 осіб.
Динаміка чисельності населення поселення: